# Observações Sobre o Sentimento do Belo e do Sublime
Observações Sobre o Sentimento do Belo e do Sublime (em alemão:  Beobachtungen über das Gefühl des Schönen und Erhabenen) é um livro de 1764 de Immanuel Kant. 
A primeira tradução completa para o inglês foi publicada em 1799. A segunda, de John T. Goldthwait, foi publicada em 1960 pela University of California Press.

## Seção Um
Dos Objetos Distintos do Sentimento do Belo e do Sublime
Kant afirma que os sentimentos de prazer são subjetivos. Neste livro, ele descreve suas observações. Seu interesse não está nos sentimentos grosseiros e irrefletidos ou no outro extremo, nos sentimentos mais refinados da descoberta intelectual. Em vez disso, ele escreve sobre os sentimentos mais refinados, que são intermediários. Isso requer alguma sensibilidade, excelência intelectual, talento ou virtude.
Existem dois tipos de sentimento mais refinado: o sentimento do sublime e o sentimento do belo. Kant dá exemplos desses sentimentos agradáveis. Alguns de seus exemplos de sentimentos do belo são a visão de canteiros de flores, rebanhos pastando e a luz do dia. Sentimentos do sublime são o resultado de ver picos de montanhas, tempestades furiosas e noite.
Nesta seção, Kant dá muitos exemplos particulares de sentimentos do belo e do sublime. Os sentimentos do belo "ocasionam uma sensação agradável, mas alegre e sorridente". Por outro lado, os sentimentos do sublime "despertam prazer, mas com horror".
Kant subdividiu o sublime em três tipos. A sensação do sublime aterrador é por vezes acompanhada de um certo pavor ou melancolia. A sensação do nobre sublime é a maravilha silenciosa. Sentimentos do esplêndido sublime são permeados de beleza.

## Seção Dois
Dos atributos do belo e do sublime no homem em geral:
Kant descreveu a relação entre esses sentimentos mais sutis e a humanidade. Os sentimentos não são totalmente separados um do outro. A beleza e o sublime podem ser unidos ou alternados. Kant afirmou que a tragédia, em sua maior parte, desperta o sentimento do sublime. A comédia desperta sentimentos de beleza. A aparência pessoal dos humanos incita esses sentimentos em vários casos. A posição social de uma pessoa também afeta esses sentimentos.
A natureza humana tem muitas variações dos sentimentos do belo e do sublime. Algumas variações do sublime aterrorizante são o aventureiro e o grotesco. Visionários e excêntricos são pessoas que têm fantasias e caprichos. O belo, quando degenera, produz ninharias, almofadinhas, almofadinhas, tagarelas, tolices, chatos e tolos.
A verdadeira virtude é diferente do que comumente se sabe sobre esses traços morais: bom coração, benevolência e simpatia ou compaixão e também amabilidade de boa índole não são verdadeiras virtudes, de acordo com a visão de Kant. O único aspecto que torna um ser humano verdadeiramente virtuoso é se comportar de acordo com os princípios morais. Kant apresenta um exemplo para maior esclarecimento; suponha que você encontre uma pessoa necessitada na rua; se sua simpatialeva você a ajudar essa pessoa, sua resposta não ilustra sua virtude. Neste exemplo, como você não tem recursos para ajudar todos os necessitados, você se comportou injustamente e está fora do domínio dos princípios e da verdadeira virtude. A verdadeira virtude é a qualidade de elevar o sentimento de beleza e dignidade da humanidade a um princípio. Quando uma pessoa age de acordo com este princípio, independentemente de sua inclinação, essa pessoa é verdadeira e sublimemente virtuosa. Kant aplica a abordagem dos quatro temperamentos para distinguir as pessoas verdadeiramente virtuosas. De acordo com Kant, entre todas as pessoas com temperamentos diversos, uma pessoa com estado de espírito melancólico é a mais virtuosa cujos pensamentos, palavras e ações são um dos princípios.
“Um profundo sentimento pela beleza e dignidade da natureza humana e uma firmeza e determinação da mente para referir todas as suas ações a isso como a um fundamento universal são sinceros e não combinam de forma alguma com uma alegria mutável nem com a inconstância de uma pessoa frívola." Com essa observação, Kant tentará encaixar os vários sentimentos do belo e do sublime, e os caracteres morais resultantes, no rígido arranjo de Galeno dos quatro humores ou temperamentos humanos : melancólico, sanguíneo, colérico e fleumático.
Kant afirmou que os temperamentos ou disposições humanas são caracteres fixos e separados. Um indivíduo que tem um estado de espírito não tem sentimento ou senso para os sentimentos mais sutis que ocorrem em uma pessoa de outro temperamento.
- Uma pessoa que tem uma constituição melancólica terá um sentimento predominante pelo sublime. Essa pessoa pode possuir virtude genuína com base no princípio de que a humanidade tem beleza e valor.
- Aquele que tem uma natureza sanguínea terá principalmente um sentimento pelo belo. Isso resulta em uma virtude "adotiva" que se baseia na bondade. A compaixão e simpatia dessa pessoa dependem da impressão do momento.
- Um humano colérico terá um sentimento pelo sublime esplêndido ou vistoso. Como resultado, essa pessoa possuirá uma virtude aparente. Kant chama isso de "um brilho de virtude". Isso inclui um senso de honra e preocupação com a aparência externa.
- Pessoas fleumáticas têm apatia ou falta de qualquer sentimento mais sutil. Eles, portanto, podem ter uma ausência de virtude.

Como um todo, a natureza humana em geral é uma combinação dessas virtudes. Como tal, é uma esplêndida expressão de beleza e dignidade.

## Seção Três
Da distinção do belo e do sublime nas inter-relações dos dois sexos:
Na Seção Três, Kant afirma que as mulheres predominantemente têm sentimentos por tudo o que é belo. Os homens, ao contrário, têm principalmente sentimentos pelo sublime. Quaisquer outros sentimentos que sejam apenas para aumentar o sentimento principal. Kant admite, porém, que a distinção não é absoluta. Visto que "estamos lidando com seres humanos, devemos também lembrar que eles não são todos iguais".
Kant ajuda a enraizar noções de desigualdade na estrutura social ocidental. Por exemplo, Kant argumenta que "uma mulher fica um pouco constrangida por não possuir percepções elevadas; ela é bela e cativa, e isso basta... os méritos próprios do seu sexo”.
A capacidade mental e a compreensão da mulher, então, remetem ao belo. A compreensão profunda e nobre dos homens não é adequada para as mulheres. As mulheres têm belas virtudes, como bondade e benevolência. A virtude dos homens é nobre e tem a ver com princípios e deveres. Porque a mulher se preocupa com o belo, o pior que se pode dizer dela é que ela é nojenta. O maior defeito de um homem, porém, seria ser ridículo, pois isso é o oposto do sublime.
Na seleção sexual, a mulher exige que o homem tenha características nobres e sublimes. Um homem deseja que uma mulher possua belas qualidades. No casamento, o marido e a esposa unem seus atributos díspares para formar, por assim dizer, uma única pessoa moral. A compreensão do homem combina com o gosto da esposa para constituir uma união.

## Seção Quatro
Das características nacionais, na medida em que dependem do sentimento distinto do belo e do sublime:
Aqui Kant descreve as diferentes maneiras pelas quais várias pessoas têm sentimentos mais refinados. Ele qualifica suas observações afirmando: "se essas diferenças nacionais são contingentes e dependem dos tempos e do tipo de governo, ou estão ligadas por uma certa necessidade ao clima, não indago aqui".
Os italianos têm um forte sentimento pelo belo com alguma mistura do sublime pensativo. Os franceses têm principalmente um sentimento pelo belo, mas com a adição do sublime alegre. O sentimento dos alemães é uma mistura quase igual do belo e do esplêndido sublime, pois eles se preocupam muito com as aparências externas. O sentimento do nobre sublime predomina entre os ingleses, cujas ações são guiadas por princípios e não por impulsos. Com seus cruéis autos-de-fé e duras conquistas, os espanhóis sentem o sublime aterrador. Os holandeses na Holanda não têm bom gosto e se preocupam apenas com o que é útil. árabessão como os espanhóis. Os persas se parecem com os franceses. Os japoneses são os ingleses do Oriente. A Índia Ocidental mostra seu amor pelo sublime grotesco, assim como os chineses. Os negros africanos não possuem sentimentos mais refinados. Os índios norte-americanos, no entanto, têm um sentimento sublime pelo fato de serem aventureiros, honrados, verdadeiros, orgulhosos, corajosos e valorosos.
Na antiguidade, os antigos gregos e romanos tinham sentimentos notáveis tanto pelo belo quanto pelo sublime. No entanto, com os Césares, isso decaiu em um amor de brilho falso. A subsequente civilização gótica bárbara tinha um sentimento avassalador pelo grotesco. Kant afirmou que seu tempo testemunhou "o bom gosto do belo e nobre florescendo tanto nas artes e ciências quanto no que diz respeito à moral". Ele declarou que é necessário educar a geração mais jovem para que tenham nobre simplicidade, moral elevada e sentimentos mais refinados.